# Yasuto Wakizaka
Yasuto Wakizaka (脇坂 泰斗 Wakizaka Yasuto?), född 11 juni 1995 i Kanagawa prefektur, är en japansk fotbollsspelare som spelar för Kawasaki Frontale.

## Klubbkarriär
Wakizaka började sin karriär 2018 i Kawasaki Frontale. Med Kawasaki Frontale har han vunnit japanska ligan 2018 och 2020.

## Landslagskarriär
Wakizaka debuterade för Japans landslag den 25 mars 2021 i en 3–0-vinst över Sydkorea, där han blev inbytt i den 86:e minuten mot Takumi Minamino.